# بلیندا هوکینگ
بلیندا هوکینگ (به انگلیسی: Belinda Hocking) (زادهٔ ۱۴ سپتامبر ۱۹۹۰) شناگر اهل استرالیا است.